# Мендзихуд (Сьремський повіт)
Мендзихуд (пол. Międzychód, нім. Birnberg) — село в Польщі, у гміні Дольськ Сьремського повіту Великопольського воєводства.
Населення — 371 особа (2011).
У 1975-1998 роках село належало до Познанського воєводства.

## Демографія
Демографічна структура станом на 31 березня 2011 року:
|          | Загалом | Допрацездатний вік | Працездатний вік | Постпрацездатний вік |
| -------- | ------- | ------------------ | ---------------- | -------------------- |
| Чоловіки | 192     | 49                 | 127              | 16                   |
| Жінки    | 179     | 43                 | 98               | 38                   |
| Разом    | 371     | 92                 | 225              | 54                   |